# Иванина, Наталья Сергеевна
Наталья Сергеевна Иванина (в девичестве Шпилевская; 1834, неизвестно — неизвестно, неизвестно) — русская писательница, переводчица

 и общественный деятель; вдова генерал-лейтенанта Русской императорской армии Михаила Игнатьевича Иванина.

## Биография
Наталья Шпилевская родилась в 1834 году. Изучив шведский язык и шведскую литературу, она впервые познакомила русскую публику с выдающимися произведениями шведской беллетристики и с жизнью и деятельностью их авторов. 
В 1859 году в столице Российской империи городе Санкт-Петербурге Н. С. Иваниной была открыта первая воскресная школа, а затем несколько женских училищ и сельских школ в Екатеринодаре, Тифлисе, Черниговской и других губерниях России. 
Отдельно, среди прочих, были изданы следующие произведения Н. Шпилевской-Иваниной: «Описание войны между Россией и Швецией, в Финляндии в 1741—1743 гг.» (1859); «Очерк жизни и трудов шведского историка Густава Гейера» (1859); «Жизнь и смерть пьяницы. Художественный перевод со шведского» (1866; 2 изд., 1873).